# Conserveren (botanische nomenclatuur)
In de plantkunde (in de ruime zin van het woord) houdt het conserveren van een naam in dat de betreffende naam een speciale nomenclatorische bescherming krijgt. Hierdoor kan een naam die volgens de regels eigenlijk niet gebruikt zou mogen worden toch in gebruik blijven.
De technische term voor een dergelijke naam is een conserved name (nomen conservandum). De regels hiervoor zijn verzameld in Art. 14 van de ICNafp. Het doel van dit artikel is 
"to avoid disadvantageous nomenclatural changes entailed by the strict application of the rules, and especially of the principle of priority [...]" (Art. 14.1).
Deze bescherming kan uitsluitend geboden worden aan namen in de rang van familie, genus of soort. De procedure start door een voorstel te publiceren in het tijdschrift Taxon (gepubliceerd door de IAPT).  Dit voorstel wordt geacht de zaak van beide kanten te belichten. Elke beslissing is voorlopig totdat zij geratificeerd wordt door een Internationaal Botanisch Congres; hierna wordt de naam opgenomen in een Appendix van de ICNafp.  
Conserveren kan ook betrekking hebben op uitsluitend de spelling van een naam: Euonymus (niet Evonymus), Guaiacum (niet Guajacum), Hieronyma (niet Hyeronima of Hieronima), etc. Zie orthografische variant. Het is ook mogelijk het geslacht (m/v/n) van de naam van een genus te conserveren, of het type van een naam.
Behalve het conserveren van een naam (Art 14) is het ook mogelijk een naam te verwerpen (Art. 56: een suppressed name). Dit laatste is mogelijk voor een naam in elke rang.